# Inna Sovsun
Inna Romanovna Sovsun (Járkov, RSS de Ucrania, Unión Soviética, 21 de septiembre de 1984) es una funcionaria y política ucraniana. Fue vicepresidente de la Escuela de Economía de Kiev entre 2016 y 2018 y ministra de educación y ciencia de Ucrania entre 2014 y 2016. También ha sido profesora titular del departamento de ciencias políticas Universidad Nacional "Academia Kiev-mogilyanskaya", además de cofundadora y ex directora del think tank CEDOS.
Actualmente es diputada nacional, miembro del Comité de Educación, Ciencia e Innovación de la Rada Suprema, y Presidente del Subcomité de Aprendizaje Permanente y Educación Extracurricular.